# Pandemia de COVID-19 na Etiópia
Este artigo documenta os impactos da pandemia de COVID-19 na Etiópia e pode não incluir todas as principais respostas e medidas contemporâneas.

## Cronologia
Em 13 de março de 2020, o primeiro caso de coronavírus foi relatado no país e a vítima mais tarde identificada era um cidadão japonês. O processo de rastreamento de contatos está ocorrendo atualmente, de acordo com Lia Tadesse, Ministra da Saúde da Etiópia. Apesar do agravamento da situação em outros países, a Etiópia não aplicará uma proibição de viagens, como a ministra Tadesse afirmando que o vírus está em 134 países, e aplicar uma proibição de viagens não funcionará.
Em 15 de março de 2020, foram relatados três casos adicionais de coronavírus. As pessoas infectadas, um etíope e dois japoneses, tiveram contato com o indivíduo que foi infectado pelo vírus em 13 de março.
Em 16 de março de 2020, um etíope que teria chegado de Dubai em 12 de março de 2020 apresentou resultado positivo para o vírus. Na mesma data, o gabinete do primeiro-ministro anunciou que escolas, eventos esportivos e reuniões públicas serão suspensas por 15 dias.
Em 17 de março de 2020, um diplomata britânico que chegou de Dubai deu positivo para o vírus, aumentado o número total de indivíduos infectados 6.